# Lista över Constellationuppdrag
Detta är en lista över uppdrag som planerades inom Constellationprogrammet, som var ett NASA-projekt som skulle utveckla en ny generation rymdfarkoster för bemannad rymdfart. Constellationprogrammet lades ner 2010.
| Nr                                               | Månad                                            | År                                               | Uppdrag                                          | Tid                                              | Besättning                                       | Startplatta                                      | Note |
| Planerade uppdrag enligt Constellationprogrammet | Planerade uppdrag enligt Constellationprogrammet | Planerade uppdrag enligt Constellationprogrammet | Planerade uppdrag enligt Constellationprogrammet | Planerade uppdrag enligt Constellationprogrammet | Planerade uppdrag enligt Constellationprogrammet | Planerade uppdrag enligt Constellationprogrammet | Planerade uppdrag enligt Constellationprogrammet                                                        |
| ------------------------------------------------ | ------------------------------------------------ | ------------------------------------------------ | ------------------------------------------------ | ------------------------------------------------ | ------------------------------------------------ | ------------------------------------------------ | --- |
| 1                                                | April                                            | 2009                                             | Ares I-1                                         | ~2 min.                                          | 0                                                | 39B                                              | Test av Ares I första steg, fyra aktiva SRM-segment.                                                    |
| 2                                                | September                                        | 2012                                             | Ares I-2                                         | ~8 min.                                          | 0                                                | 39B                                              | Första testet av hela Ares I-raketen.                                                                   |
| 3                                                | Mars                                             | 2013                                             | Orion 3                                          | ~14d                                             | 0                                                | 39B                                              | Första flygningen med Orion-farkosten.                                                                  |
| 4                                                | Oktober                                          | 2013                                             | Orion 4                                          | ~14d                                             | 0                                                | 39B                                              | Obemannad generalrepetition inför den första bemannade flygningen till ISS.                             |
| 5                                                | Mars                                             | 2014                                             | Orion 5                                          | ~14d                                             | 2                                                | 39B                                              | Första bemannade flygningen med Orion och första dockningen med ISS.                                    |
| 6                                                | September                                        | 2014                                             | Orion 6                                          | ~90d                                             | 0                                                | 39B                                              | Första obemannade flygningen med material till ISS.                                                     |
| 7                                                | Mars                                             | 2015                                             | Orion 7                                          | ~180d                                            | 3                                                | 39B                                              | Första rutinflygningen till ISS - besättningsbyte.                                                      |
| 8                                                | September                                        | 2015                                             | Orion 8                                          | ~30d                                             | 0                                                | 39B                                              | Obemannad flygning till ISS.                                                                            |
| 9                                                | Mars                                             | 2016                                             | Orion 9                                          | ~30d                                             | 0                                                | 39B                                              | Obemannad flygning till ISS.                                                                            |
| 10                                               | September                                        | 2016                                             | Orion 10                                         | ~180d                                            | 3                                                | 39B                                              | Sista bemannade flygningen till ISS, besättningsbyte.                                                   |
| ?                                                | ?                                                | 2017?                                            | Orion 11                                         | ~30d                                             | 0                                                | 39B                                              | Sista Orionflygningen till ISS - obemannad.                                                             |
| 12                                               | Juni                                             | 2018                                             | Ares V-1                                         |                                                  | 0                                                | 39A                                              | Första flygningen av Ares V.                                                                            |
| 13                                               | Februari                                         | 2019                                             | LSAM 2                                           |                                                  | 0                                                | 39A                                              | Första flygningen av Altair.                                                                            |
| 14                                               | Juni                                             | 2019                                             | Orion 12                                         | 21d.                                             | 4                                                | 39B                                              | Testar Altair 2 i bana runt månen, liknade Apollo 10. Första bemannade flygningen mot månen sedan 1972. |
| 15                                               | December                                         | 2019                                             | LSAM 3                                           |                                                  | 0                                                | 39A                                              | Altair för Orion 13.                                                                                    |
| 16                                               | December                                         | 2019                                             | Orion 13                                         | 21d.                                             | 4                                                | 39B                                              | Första månlandningen i Constellationprogrammet.                                                         |
| 17                                               | Juni                                             | 2020                                             | LSAM 4                                           |                                                  | 0                                                | 39A                                              | LSAM för Orion 14.                                                                                      |
| 18                                               | Augusti                                          | 2020                                             | Orion 14                                         | 21d.                                             | 4                                                | 39B                                              | Andra bemannade landningen.                                                                             |